# Nino Caicedo
Nino Caicedo, nombre artístico de Saturnino Caicedo Córdoba (Quibdó, 17 de octubre de 1953) es un músico y compositor colombiano. Integrante de la Orquesta Guayacán.

## Trayectoria
Caicedo es hijo de dos educadores y creció en Quibdó. Desde niño se interesó en cantar y tocar la guitarra, componiendo canciones desde joven. Estudió música incorporándose a un coro, el cual abandonó. Viviendo en Quibdó fue vecino de Alexis Lozano, creciendo ambos en la misma calle y en el mismo barrio. En la misma vivió Senén Palacios, compositor de Fruko y sus tesos. Estudió ingeniería metalúrgica en la Universidad Libre en Bogotá, dando clases de física.
Si bien había colaborado con Alexis Lozano en su paso por Grupo Niche y posteriormente en Orquesta Guayacán, este le convenció de componerle canciones para Guayacán, siendo «Cocorobé» el primer éxito con ese grupo. En 1989 se incorporó formalmente a Orquesta Guayacán, agrupación de la que se haría su principal compositor, mudándose de Bogotá a Cali. Su incorporación marcaría un cambio estético en esa agrupación, en la que permanece.
Entre 2008 y 2010 fue secretario de Cultura y Turismo en la gobernación del Valle del Cauca. También fue director de la Biblioteca Departamental del Valle del Cauca en 2008.